# Xoanon

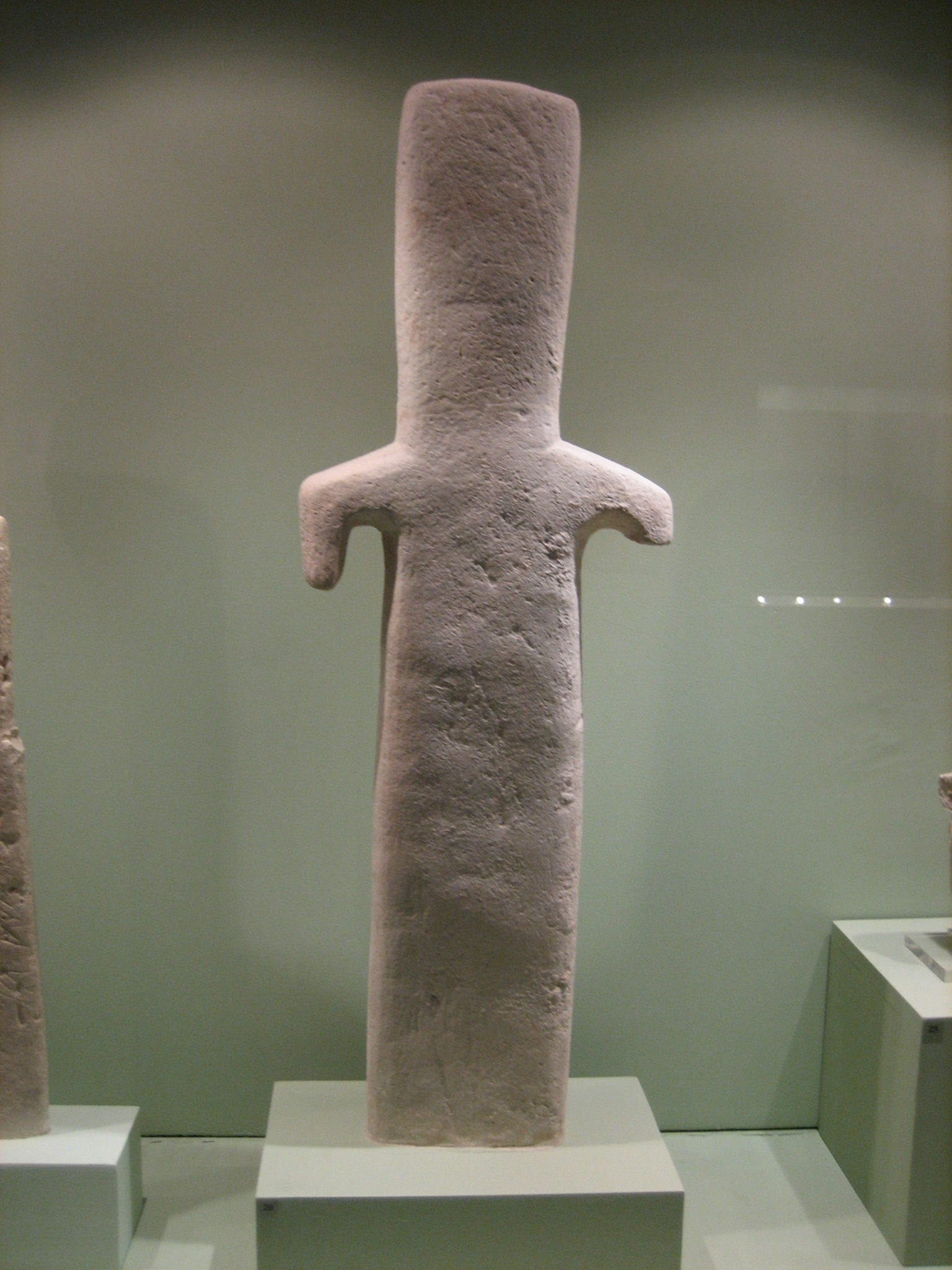
Urtümliche Kalkfigur, Mittlere Bronzezeit, Zypern, 1900–1800 v. Chr.
(Goulandris Museum für Kykladenkunst, Athen)

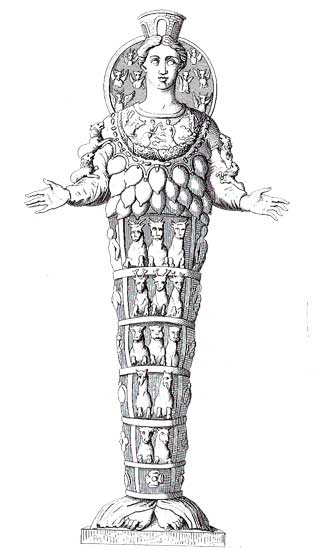
Die Artemis von Ephesus
(Eine Kopie aus dem 18. Jahrhundert)

Das Xoanon (altgriechisch ξόανον xóanon, deutsch ‚das Geschnitzte‘) ist eine aus Holz gefertigte menschengestaltige Statue einer bestimmten Gottheit. Sie waren in archaischen, griechischen (auch zyprischen) Tempeln aufgestellt, die zumeist so ausgerichtet waren, dass dieses Allerheiligste von der Sonne beschienen wurde.
Heute wird der Begriff auch für Statuen verwendet, deren Gliedmaße (Gesicht, Hände und Füße) aus Marmor oder Kalk bestehen. Eine Weiterentwicklung stellen die Brettidole und die chryselephantinen Standbilder dar, wie sie vor allem von Phidias bekannt sind.